# Cryptocarya chinensis
Cryptocarya chinensis är en lagerväxtart som först beskrevs av Henry Fletcher Hance, och fick sitt nu gällande namn av William Botting Hemsley. Cryptocarya chinensis ingår i släktet Cryptocarya och familjen lagerväxter. Inga underarter finns listade i Catalogue of Life.